# Spookies
Spookies è un film del 1986 diretto da Eugenie Joseph, Thomas Doran e Brendan Faulkner.

## Trama
Un ragazzo di tredici anni di nome Billy fugge da casa dopo che i suoi genitori si sono dimenticati del suo compleanno. Facendosi strada attraverso i boschi egli incontra un vagabondo che viene brutalmente assassino poco dopo che Billy lo ha lasciato solo. Il ragazzino giunge ad una vecchia villa dove una stanza è decorata per una festa di compleanno. Convinto che si tratti di una sorpresa dei suoi genitori, egli apre un pacco regalo trovandovi al suo interno una testa mozzata. Fuggendo dalla casa Billy viene prima attaccato dall'assassino del vagabondo, un essere umano simile ad un gatto munito di un uncino, e successivamente sepolto vivo.
Nel frattempo, un gruppo di adolescenti cacciati da una festa giunge alla villa pensandola abbandonata. In realtà la villa è la dimora del mago Kreon, il quale per risvegliare la moglie defunta ha bisogno di vittime umane. Dopo aver posseduto una ragazza al fine di farle usare una tavola ouija, il mago invia una serie di mostri ad uccidere i ragazzi uno per uno.
Alla fine, l'intero gruppo di adolescenti viene ucciso dai mostri e Kreon riesce così a riportare in vita l'amata Isabelle, la quale però lo uccide e poi fugge dalla villa. Attaccata da un'orda di zombie, la donna viene salvata da un uomo che si rivela poi essere la creatura felina con l'uncino. Nel frattempo il mago Kreon ritorna in vita ed esce dalla tomba.

## Produzione
Le riprese del film iniziarono nel 1984 per mano di Thomas Doran e Brendan Faulkner ed il suo titolo doveva essere Twisted Souls. A causa di alcune questioni legali sorte tra i produttori e il finanziatore, il lavoro di post produzione venne interrotto.
Nel 1986 il montatore Eugenie Joseph completò il montaggio del film e vi aggiunse diverse scene ed elementi che modificarono in gran parte la trama originaria del film.